# 迭代函数
在数学中，迭代函数是在碎形和动力系统中深入研究的对象。迭代函数是重复的与自身复合的函数，这个过程叫做迭代。

## 定义
在集合 {\displaystyle X} 上的迭代函数的形式定义为:
设 {\displaystyle X} 是集合和 {\displaystyle f:X\rightarrow X} 是函数。定义 {\displaystyle f} 的 {\displaystyle n} 次迭代 {\displaystyle f^{n}} 为 {\displaystyle f^{0}=\operatorname {id} _{X}} 而 {\displaystyle f^{n+1}=f\circ f^{n}}，这里的 {\displaystyle \operatorname {id} _{X}} 是在 {\displaystyle X} 上的恒等函数。
在上述中，{\displaystyle f\circ g} 指示函数复合；就是说 {\displaystyle (f\circ g)(x)=f(g(x))}。
換句話說，迭代函数也可以表示為以下的形式：
{\displaystyle f^{n}(x)={\underbrace {f(f(f(...f(f} _{n}}(x))...)))}
{\displaystyle f^{0}(x)}定義為{\displaystyle x}。
{\displaystyle f^{-n}(x)}定義為{\displaystyle f^{n}(x)}的反函數。（如果{\displaystyle f^{n}(x)}的反函數不存在，則{\displaystyle f^{-n}(x)}也不存在）
因此，{\displaystyle f^{1}(x)}就是{\displaystyle f(x)}，{\displaystyle f^{2}(x)}是{\displaystyle f(f(x))}，{\displaystyle f^{0}(x)}是恆等函數{\displaystyle x}，{\displaystyle f^{-1}(x)}是{\displaystyle f(x)}的反函數（如果存在的話），而{\displaystyle f^{\frac {1}{2}}(x)}就是能夠使得合成函數{\displaystyle g(g(x))}正好是{\displaystyle f(x)}的函數{\displaystyle g(x)}。
注意，一般情況下，{\displaystyle f^{n}(x)}並不等於{\displaystyle (f(x))^{n}}或{\displaystyle f(x^{n})}，而例如{\displaystyle \sin ^{-1}(x)}是{\displaystyle \sin(x)}的反函數，亦即{\displaystyle \arcsin(x)}，而不是{\displaystyle {\frac {1}{\sin(x)}}=\csc(x)}。

## 例
一些特殊函數的冪次為（其中{\displaystyle a}、{\displaystyle b}、{\displaystyle n}可為任意複數，亦即{\displaystyle a,b,n\in \mathbb {C} }）：
{\displaystyle f(x)=a}，{\displaystyle f^{n}(x)=a{\text{ if }}n\in \mathbb {R} \land n>0,f^{n}(x)=x{\text{ if }}n=0}（在{\displaystyle n}是負實數或虛數的時候並沒有定義，就好比{\displaystyle 0^{n}}在{\displaystyle n}是負實數或虛數的時候也沒有定義）
{\displaystyle f(x)=x+a}，{\displaystyle f^{n}(x)=x+na}
{\displaystyle f(x)=ax}，{\displaystyle f^{n}(x)=a^{n}x}
{\displaystyle f(x)=x^{a}}，{\displaystyle f^{n}(x)=x^{a^{n}}}（注意迭代冪次要由右往左算）
{\displaystyle f(x)=ax+b}，{\displaystyle f^{n}(x)=a^{n}x+{\frac {a^{n}-1}{a-1}}b}（{\displaystyle a\neq 1}）
{\displaystyle f(x)=bx^{a}}，{\displaystyle f^{n}(x)=b^{\frac {a^{n}-1}{a-1}}x^{a^{n}}}（{\displaystyle a\neq 1}）
（注意任何非零複數的任何複數次方都有定義：{\displaystyle a^{n}=e^{n\ln a}=e^{{\text{Re}}(n\ln a)}(\cos({\text{Im}}(n\ln a)+i\sin({\text{Im}}(n\ln a))}，當{\displaystyle a}為負實數或虛數時，{\displaystyle \ln(a)=\ln(|a|)+i{\text{arg}}(a)}，其中{\displaystyle |a|}為複數{\displaystyle a}的絕對值，{\displaystyle {\text{arg}}(a)}為複數{\displaystyle a}的主幅角，{\displaystyle {\text{Re}}(a)}為複數{\displaystyle a}的實部，{\displaystyle {\text{Im}}(a)}為複數{\displaystyle a}的虛部）
函數冪亦有類似指數律的定理，其中{\displaystyle m}、{\displaystyle n}可為任意複數，亦即{\displaystyle m,n\in \mathbb {C} }：
{\displaystyle f^{m}(f^{n}(x))=f^{m+n}(x)}
{\displaystyle (f^{m})^{n}(x)=f^{mn}(x)}
注意函數的合成是不可交換的（{\displaystyle gf(x)}並不一定等於{\displaystyle fg(x)}）但因為可結合（{\displaystyle h(gf)(x)}一定等於{\displaystyle (hg)f(x)}），所以會符合冪結合性，因此這兩條「函數冪的指數律」並沒有任何問題。
這跟例如指數拓展到次方為負整數、分數、無理數、複數，以及階乘運算跟排列組合運算{\displaystyle P_{n}^{m}}、{\displaystyle C_{n}^{m}}拓展到非整數和負數時（使用伽瑪函數）一樣，二項式定理也可以用這種方式拓展到負整數、分數、無理數、複數，只是會變成無窮級數而不再是有限級數而已，包括矩陣的{\displaystyle n}次方以及微分{\displaystyle n}次（{\displaystyle n}為負整數時等同於積分{\displaystyle -n}次），也都可以用這種方式，把{\displaystyle n}拓展到任意複數，或例如已知「首項」、「公差/公比」、「項數」的等差數列或等比數列要求出全部項的和或乘積的公式，也都可以用這種方式，拓展到項數為負整數、分數、無理數、複數的情況（包括一般的{\displaystyle \sum _{x=m}^{n}f(x)}與{\displaystyle \prod _{x=m}^{n}f(x)}中，{\displaystyle f(x)}為常見的函數如多項式函數、指數函數、對數函數、三角函數的時候，{\displaystyle m}跟{\displaystyle n}也能拓展到任意複數，就跟積分式{\displaystyle \int _{m}^{n}f(x)}一樣），至於超運算{\displaystyle a[n]b}能不能拓展到分數、無理數或複數，則是數學中未解決的問題之一。

## 从迭代建立序列
函数 {\displaystyle f^{n}} 的序列叫做 Picard 序列，得名于埃米尔·皮卡。对于一个给定 {\displaystyle x\in X}，{\displaystyle f^{n}(x)} 的值的序列叫做 {\displaystyle x} 的轨道。
如果对于某个整数 {\displaystyle m} 有 {\displaystyle f^{n}(x)=f^{n+m}(x)}，则轨道叫做周期轨道。对于给定 {\displaystyle x} 最小的这种 {\displaystyle m} 值叫做轨道的周期。点 {\displaystyle x} 自身叫周期点。

## 不动点
如果m=1，就是说如果对于某个X中的x有f(x) = x，则x被称为迭代序列的不动点。不动点的集合经常指示为Fix（f）。存在一些不动点定理保证在各种情况下不动点的存在性，包括巴拿赫不动点定理和Brouwer不动点定理。
有很多技术通过不动点迭代产生了序列收敛加速。例如，应用于一个迭代不动点的Aitken方法叫做Steffensen方法，生成二次收敛。
不动点理论同样也适用于经济学领域。

## 极限行为
通过迭代，可以发现有向一个单一点收缩和会聚的一个集合。在这种情况下，会聚到的这个点叫做吸引不动点。反过来说，迭代也可以表现得从一个单一点发散；这种情况叫不稳定不动点。
当轨道的点会聚于一个或多个极限的时候，轨道的会聚点的集合叫做极限集合或 ω-极限集合。
吸引和排斥的想法类似推广；依据在迭代下小邻域行为，可把迭代分类为稳定集合和不稳定集合。
其他极限行为也有可能；比如，游荡点是总是移动永不回到甚至接近起点的点。

## 例子
著名的迭代函数包括曼德博集合和迭代函数系统。
如果 f 是一个群元素在一个集合上的作用，则迭代函数对应于自由群。

## 引用
1. ↑  . 國家教育研究院辭書資訊網.   [2021-11-07]. （原始内容存档于2021-11-08）. 名詞解釋：指重複的一序列指令或事件；如程式的迴圈。

- Vasile I. Istratescu, Fixed Point Theory, An Introduction, D.Reidel, Holland (1981).  ISBN 90-277-1224-7